# Seweryn Jung
Seweryn Jung (zwany Severino da Silesia lub Seweryn z Głogówka; ur. ok. 1682, zm. w sierpniu 1711 w Sudanie) – niemiecki franciszkanin-reformata, misjonarz, poliglota, studiował w Rzymie, prawdopodobnie kształcił się w palestyńskiej Harrissie lub Aleppo, gdzie poznał język arabski, odbył misje do Ziemi Świętej, Egiptu i Centralnej Afryki, razem z Carlem di Genova jest pierwszym Europejczykiem, który dotarł do Sudanu, kraju Hausa.

## Życiorys
Urodził się w starym rodzie, który w średniowieczu osiedlił się na Śląsku.
Wzmiankowane w dokumentach miejsce urodzenia Pulgvit nie występuje w późniejszych źródłach historycznych i należy do villa desertata, tzw. miejscowości zaginionych.
Jego ojciec Valentinus był nauczycielem, matka Rosina córką muzyka. Na chrzcie otrzymał imiona Krzysztof Franciszek.
Profesję zakonną na kleryka złożył 8 października 1697. Wstępując do klasztoru w Głubczycach, miał już za sobą ukończony drugi stopień trivium. Zgodnie z przyjętą wtedy praktyką, naukę tę pobierał poza konwentem w Głogówku, stąd określenie misjonarza w księgach franciszkańskich jako Glogoviensis Superioris. Niewiele wiadomo o jego święceniach kapłańskich, choć współbrat w zakonie G. Sanita tytułuje 26-letniego wówczas Seweryna Junga padre.
Dzięki kilkudziesięcioletnim badaniom naukowym (m.in. kwerendy w Czeskim Archiwum Głównym w Pradze) pełniejszą postać misjonarza przywrócił afrykanistyce historyk Rafał Karpiński, który stwierdził:

Najzasadniej zatem przyjąć, że był on bystrym, aktywnym i pełnym zapału młodym człowiekiem, przepojonym posłannictwem niesienia wiary. Miał też, wysoce to prawdopodobne, szczególne zdolności do języków. Pewnie poza niemieckim z racji na swe pochodzenie z dwujęzycznego wtedy Śląska znał polski, a może i czeski, potrzebne przecież na tym terenie w pracy zakonnika. Choć nie dowiemy się pewnie nigdy w jakim stopniu sam kształtował swój los, a w jakim zależał on od władz zakonnych, musiał zostać dostrzeżony przez zwierzchność i wysłany na dalsze studia do Rzymu. Może też od razu z ekspektatywą na dalszą pracę misyjną. Tu mógł lepiej poznać i pogłębić swą wiedzę, a może uczyć się arabskiego – znał przecież biegle ten język (...) możliwe, że język ten poznał w którymś z kolegiów w Palestynie: w Harrisie czy Aleppo.

13 sierpnia 1708 Seweryn Jung został wyznaczony do jednej z najtrudniejszych misji afrykańskich.

## Przebieg pierwszej europejskiej misji do Centralnego Sudanu

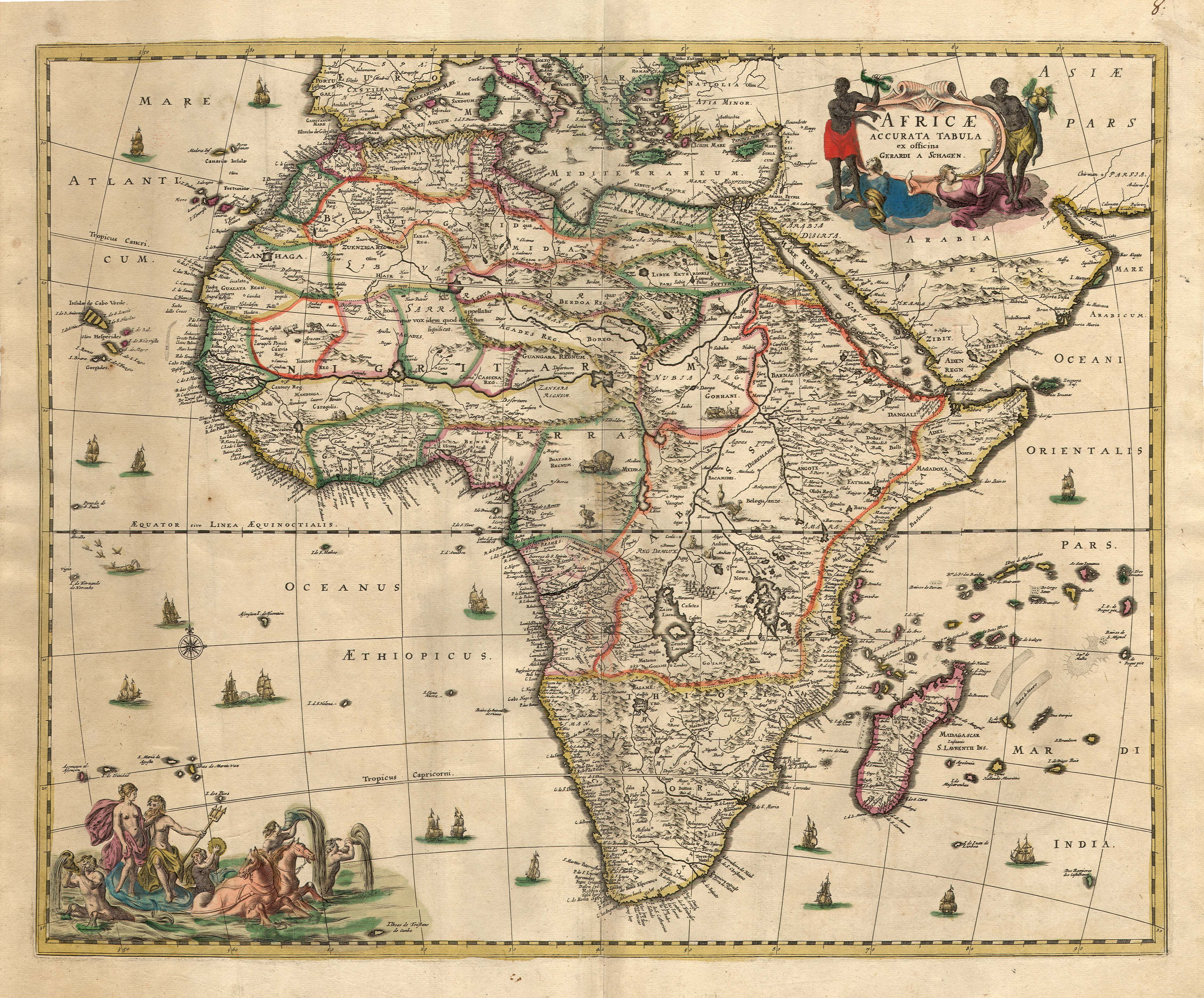
Afryka pod koniec XVII wieku

Centrum franciszkańskiego ośrodka misyjnego na Afrykę było miasto Tripoli. Franciszkanie-reformaci trypolitańscy podjęli misję w głąb Afryki w wyniku informacji o rzekomych chrześcijanach żyjących w zasaharyjskich krainach. Zbierając wiadomości, wspierane również doniesieniami docierającymi do francuskich konsulatów u schyłku XVII i na początku XVIII wieku, zorganizowanie misji uzyskało aprobatę kongregacji. Pierwszą wyprawę do królestwa Bornu poprowadził o. Damiano da Rivoli, jednakże w 1705 ostrzeżony o próbie zamachu na jego życie zrezygnował i przez Kair wrócił do Tripoli.
Do kolejnej misji franciszkanie przygotowywali się od 13 sierpnia 1708, kiedy to wyznaczono trzyosobowy skład: ojciec Carlo Maria di Genova oraz dwóch pomocników oo. Anastasio da S. Venazio (ostatecznie nie wziął udziału w wyprawie z powodu choroby) i Severino da Silesia. Z Tripoli jednak wyruszono dopiero 10 czerwca 1710. Po pięćdziesięciu dniach misjonarze dotarli do Murzuk – stolicy Fezzanu, następnie przez Traghen, Agades, w stronę Bornu do Katsiny. O przebiegu misji tak pisał historyk Rafał Karpiński:

Ich atutami, w prekursorskiej i niebezpiecznej – pierwszej odnotowanej w źródłach, europejskiej podróży tą drogą przez Saharę – były: umiejętności medyczne i chirurgiczne kierownika misji o. Carlo i biegła znajomość arabskiego – Seweryna. Podróżowali pod protekcją beja Fezzanu, którego krewnym o. Carlo udzielił dobrze rokujących porad lekarskich. 30 lipca byli w Murzuk, stolicy Fezzanu. Panika wojenna zmusiła ich do schronienia się wraz z dworem beja do ufortyfikowanego Traghen. W mieście tym misjonarze spotkali wracającego z Mekki syna władcy Tuaregów. W zamian za ofiarowane mu lekarstwa tuareski dostojnik obiecał swą protekcję w dalszej podróży i włączył ich do swojej karawany. Zamierzali wraz z nią udać się do Agadeszu „bramy i klucza królestw Czarnych”, mając zapewnienie możliwości kontynuowania dalszej drogi do „Garolfa” – Kuararfa. Bez zgody bowiem władcy Agadeszu, jak donosił prefekt misji bornuańskiej, „żaden biały, nawet jeśli byłby muzułmaninem, nie może przejść do królestw Czarnych.

W hausańskim mieście-państwie część uczestników karawany zapadła na chorobę wywołaną skażoną wodą. Według relacji mauryjskiego kupca, najpierw zmarł o. Carlo. Władca Katsiny ukradł rzeczy zmarłego, pomimo protestów o. Seweryna, próbował również nakłaniać misjonarza do apostazji. Ojciec Seweryn Jung, również zarażony wodą, zmarł po trzydziestu dniach w sierpniu 1711. Wkrótce Kongregacja Rozkrzewiania Wiary poleciła prokuratorowi franciszkanów wysłać kolejnych misjonarzy na następną ekspedycję, jednak trzeba było czekać do roku 1845, kiedy to zorganizowano Wiktoriat Apostolski dla Środkowej Afryki.